# William Rogers (rugbysta)
William Lister Rogers (ur. 6 lutego 1902 w Ventura, zm. 13 listopada 1987 w Monterey) – amerykański lekarz, sportowiec, olimpijczyk, zdobywca złotego medalu w turnieju rugby union na Letnich Igrzyskach Olimpijskich w 1924 roku w Paryżu.

## Życiorys
Podczas studiów na Stanford University występował w barwach Stanford Cardinal w koszykówce, a następnie związał się z Olympic Club.
Z reprezentacją Stanów Zjednoczonych zagrał w turnieju rugby union na Letnich Igrzyskach Olimpijskich 1924. Wystąpił w jednym meczu tych zawodów – 18 maja Amerykanie wygrali na Stade de Colombes z Francuzami 17–3. Wygrywając oba pojedynki Amerykanie zwyciężyli w turnieju zdobywając tym samym złote medale igrzysk.
Był to jego jedyny występ w reprezentacji kraju, a wraz z pozostałymi amerykańskimi złotymi medalistami w rugby union został w 2012 roku przyjęty do IRB Hall of Fame.
W 1923 roku otrzymał tytuł Bachelor of Arts, a trzy lata później ukończył Szkołę Medyczną Uniwersytetu Stanford zostając lekarzem medycyny. Pracował w San Francisco Hospital, w szkołach medycznych uniwersytetów Stanford i Berkeley oraz przez trzydzieści sześć lat był szefem personelu w French Hospital. Był jednym z pionierów torakochirurgii i jednym z członków założycieli American Board of Thoracic Surgery.
W czasie II wojny światowej w randze commander Medical Corps służył podczas walk na Pacyfiku.
Był autorem kilkudziesięciu publikacji, a także założycielem organizacji Regional Cancer Foundation. Został wybrany do Board of Trustees macierzystej uczelni w 1966 roku, będąc również przewodniczącym stowarzyszenia jej absolwentów.
Był żonaty z Dorothy, aktywistką społeczną, z którą miał trójkę dzieci.